# Engeland op het wereldkampioenschap voetbal 2010
Engeland was een van de deelnemende landen aan het wereldkampioenschap voetbal 2010 in Zuid-Afrika. De laatste deelname van The Three Lions was in 2006. Engeland kwalificeerde zich als een van de Europese landen.

## Oefeninterlands
Engeland speelde drie oefeninterlands in de aanloop naar het WK voetbal in Zuid-Afrika.

|                                                             |                                                             |       |                   |                                                                                  |
| 3 maart 2010 Vriendschappelijk «onderlinge duels» 21:00 uur | Engeland                                                    | 3 – 1 | Egypte            | Wembley Stadium, Londen Toeschouwers: 80.602 Scheidsrechter: Carlos Torres (PAR) |
| 3 maart 2010 Vriendschappelijk «onderlinge duels» 21:00 uur | Peter Crouch 57' Shaun Wright-Phillips 75' Peter Crouch 80' |       | 23' Mohamed Zidan | Wembley Stadium, Londen Toeschouwers: 80.602 Scheidsrechter: Carlos Torres (PAR) |

|                                                            |                                                   |       |                      |                                                                                 |
| 24 mei 2010 Vriendschappelijk «onderlinge duels» 21:00 uur | Engeland                                          | 3 – 1 | Mexico               | Wembley Stadium, Londen Toeschouwers: 88.638 Scheidsrechter: Masaaki Toma (JAP) |
| 24 mei 2010 Vriendschappelijk «onderlinge duels» 21:00 uur | Ledley King 17' Peter Crouch 35' Glen Johnson 47' |       | 45' Guillermo Franco | Wembley Stadium, Londen Toeschouwers: 88.638 Scheidsrechter: Masaaki Toma (JAP) |

|                                                            |                                                         |       |                        |                                                                        |
| 30 mei 2010 Vriendschappelijk «onderlinge duels» 14:15 uur | Engeland                                                | 2 – 1 | Japan                  | UPC Arena, Graz Toeschouwers: 15.300 Scheidsrechter: René Eisner (AUT) |
| 30 mei 2010 Vriendschappelijk «onderlinge duels» 14:15 uur | Marcus Tulio Tanaka 71' (e.d.) Yuji Nakazawa 83' (e.d.) |       | 7' Marcus Tulio Tanaka | UPC Arena, Graz Toeschouwers: 15.300 Scheidsrechter: René Eisner (AUT) |

## Selectie
Op 1 juni maakte bondscoach Fabio Capello zijn WK-selectie bekend. Op 4 juni moest Capello echter al een wijziging aanbrengen doordat Rio Ferdinand geblesseerd af moest haken. Zijn vervanger was Michael Dawson die nog niet eerder voor het Engels voetbalelftal uitkwam.

| Nummer / Naam   | Nummer / Naam         | Geboortedatum | Caps | Goals | Club              | Duels | Goal | Kreeg geel | Kreeg voor de tweede keer geel en dus rood | Weggestuurd |
| Doel            | Doel                  | Doel          | Doel | Doel  | Doel              | Doel  | Doel | Doel       | Doel                                       | Doel        |
| --------------- | --------------------- | ------------- | ---- | ----- | ----------------- | ----- | ---- | ---------- | ------------------------------------------ | ----------- |
| 1               | David James           | 01/08/1970    | 50   | 0     | Portsmouth        | 3     | 0    | 0          | 0                                          | 0           |
| 12              | Robert Green          | 19/01/1980    | 11   | 0     | West Ham United   | 1     | 0    | 0          | 0                                          | 0           |
| 23              | Joe Hart              | 19/04/1987    | 3    | 0     | Manchester City   | 0     | 0    | 0          | 0                                          | 0           |
| Verdediging     |                       |               |      |       |                   |       |      |            |                                            |             |
| 2               | Glen Johnson          | 23/08/1984    | 23   | 1     | Liverpool         | 4     | 0    | 2          | 0                                          | 0           |
| 3               | Ashley Cole           | 20/12/1980    | 79   | 0     | Chelsea           | 4     | 0    | 0          | 0                                          | 0           |
| 5               | Michael Dawson        | 18/11/1983    | 0    | 0     | Tottenham Hotspur | 0     | 0    | 0          | 0                                          | 0           |
| 6               | John Terry            | 07/12/1980    | 61   | 6     | Chelsea           | 4     | 0    | 0          | 0                                          | 0           |
| 13              | Stephen Warnock       | 12/12/1981    | 1    | 0     | Aston Villa       | 0     | 0    | 0          | 0                                          | 0           |
| 15              | Matthew Upson         | 18/04/1979    | 19   | 1     | West Ham United   | 2     | 1    | 0          | 0                                          | 0           |
| 18              | Jamie Carragher       | 28/01/1978    | 37   | 0     | Liverpool         | 2     | 0    | 2          | 0                                          | 0           |
| 20              | Ledley King           | 12/10/1980    | 21   | 2     | Tottenham Hotspur | 1     | 0    | 0          | 0                                          | 0           |
| Middenveld      |                       |               |      |       |                   |       |      |            |                                            |             |
| 4               | Steven Gerrard        | 30/05/1980    | 81   | 17    | Liverpool         | 4     | 1    | 1          | 0                                          | 0           |
| 7               | Aaron Lennon          | 16/04/1987    | 18   | 0     | Tottenham Hotspur | 2     | 0    | 0          | 0                                          | 0           |
| 8               | Frank Lampard         | 20/06/1978    | 79   | 20    | Chelsea           | 4     | 0    | 0          | 0                                          | 0           |
| 11              | Joe Cole              | 08/11/1981    | 54   | 10    | Chelsea           | 2     | 0    | 0          | 0                                          | 0           |
| 14              | Gareth Barry          | 23/02/1981    | 36   | 2     | Manchester City   | 3     | 0    | 0          | 0                                          | 0           |
| 16              | James Milner          | 04/01/1986    | 9    | 0     | Aston Villa       | 3     | 0    | 1          | 0                                          | 0           |
| 17              | Shaun Wright-Phillips | 25/10/1981    | 32   | 6     | Manchester City   | 3     | 0    | 0          | 0                                          | 0           |
| 22              | Michael Carrick       | 28/07/1981    | 22   | 0     | Manchester United | 0     | 0    | 0          | 0                                          | 0           |
| Aanval          |                       |               |      |       |                   |       |      |            |                                            |             |
| 9               | Peter Crouch          | 30/01/1981    | 39   | 21    | Tottenham Hotspur | 2     | 0    | 0          | 0                                          | 0           |
| 10              | Wayne Rooney          | 24/10/1985    | 61   | 25    | Manchester United | 4     | 0    | 0          | 0                                          | 0           |
| 19              | Jermaine Defoe        | 07/10/1982    | 39   | 11    | Tottenham Hotspur | 1     | 0    | 0          | 0                                          | 0           |
| 21              | Emile Heskey          | 11/01/1978    | 59   | 7     | Aston Villa       | 4     | 0    | 0          | 0                                          | 0           |
| Bondscoach      |                       |               |      |       |                   |       |      |            |                                            |             |
| Vlag van Italië | Fabio Capello         | 18/06/1946    |      |       |                   |       |      |            |                                            |             |

## WK-wedstrijden

### Groep C
|                                           |                   |                  |                   |                                                                                      |
| 12 juni 2010 «onderlinge duels» 20:30 uur | Engeland          | 1 – 1            | Verenigde Staten  | Royal Bafokeng Stadion, Rustenburg Toeschouwers: 38.646 Scheidsrechter: Carlos Simon |
| 12 juni 2010 «onderlinge duels» 20:30 uur | Steven Gerrard 4' | Wedstrijdverslag | 40' Clint Dempsey | Royal Bafokeng Stadion, Rustenburg Toeschouwers: 38.646 Scheidsrechter: Carlos Simon |

|                                           |                  |       |          |                                                                                 |
| 18 juni 2010 «onderlinge duels» 20:30 uur | Engeland         | 0 – 0 | Algerije | Groenpuntstadion, Kaapstad Toeschouwers: 64.100 Scheidsrechter: Ravshan Irmatov |
| 18 juni 2010 «onderlinge duels» 20:30 uur | Wedstrijdverslag |       |          | Groenpuntstadion, Kaapstad Toeschouwers: 64.100 Scheidsrechter: Ravshan Irmatov |

|                                           |          |                  |                    |                                                                                                |
| 23 juni 2010 «onderlinge duels» 16:00 uur | Slovenië | 0 – 1            | Engeland           | Nelson Mandelabaai Stadion, Port Elizabeth Toeschouwers: 36.893 Scheidsrechter: Wolfgang Stark |
| 23 juni 2010 «onderlinge duels» 16:00 uur |          | Wedstrijdverslag | 23' Jermaine Defoe | Nelson Mandelabaai Stadion, Port Elizabeth Toeschouwers: 36.893 Scheidsrechter: Wolfgang Stark |

### Eindstand
| Land             | Wed | Win | Gel | Ver | DV | DT | +/- | Pnt |
| ---------------- | --- | --- | --- | --- | -- | -- | --- | --- |
| Verenigde Staten | 3   | 1   | 2   | 0   | 4  | 3  | 1   | 5   |
| Engeland         | 3   | 1   | 2   | 0   | 2  | 1  | 1   | 5   |
| Slovenië         | 3   | 1   | 1   | 1   | 3  | 3  | 0   | 4   |
| Algerije         | 3   | 0   | 1   | 2   | 0  | 2  | -2  | 1   |

### Achtste finale
|                                           |                                                                           |                  |                   |                                                                                    |
| 27 juni 2010 «onderlinge duels» 16:00 uur | Duitsland                                                                 | 4 – 1            | Engeland          | Vrystaatstadion, Bloemfontein Toeschouwers: 40.911 Scheidsrechter: Jorge Larrionda |
| 27 juni 2010 «onderlinge duels» 16:00 uur | Miroslav Klose 20' Lukas Podolski 32' Thomas Müller 67' Thomas Müller 70' | Wedstrijdverslag | 37' Matthew Upson | Vrystaatstadion, Bloemfontein Toeschouwers: 40.911 Scheidsrechter: Jorge Larrionda |

FA · A-internationals · Selecties · Bondscoaches · Engels vrouwenelftal · Brits olympisch elftal · Engeland -21 · Engeland -20 · Engeland -19 · Engeland -18 · Engeland -17 · Engeland -16 · Vrouwen -17
1872 – 1899 ·
1900 – 1919 ·
1920 – 1929 ·
1930 – 1939 ·
1940 – 1949 ·
1950 – 1959 ·
1960 – 1969 ·
1970 – 1979 ·
1980 – 1989 ·
1990 – 1999 ·
2000 – 2009 ·
2010 – 2019 ·
2020 − 2029
EK's: 1968 ·
1980 ·
1988 ·
1992 ·
1996 ·
2000 ·
2004 ·
2012 · 
2016 · 
2020 · 
2024
WK's: 1950 ·
1954 ·
1958 ·
1962 ·
1966 ·
1970 ·
1982 ·
1986 ·
1990 ·
1998 ·
2002 ·
2006 ·
2010 ·
2014 ·
2018 · 
2022
Albanië ·
Algerije ·
Andorra ·
Argentinië ·
Australië ·
Azerbeidzjan ·
België ·
Bosnië en Herzegovina ·
Brazilië ·
Bulgarije ·
Canada ·
Chili ·
China ·
Colombia ·
Costa Rica ·
Cyprus ·
Denemarken ·
DDR · 
Duitsland ·
Ecuador ·
Egypte ·
Estland ·
Finland ·
Frankrijk ·
Georgië ·
Ghana ·
GOS ·
Griekenland ·
Honduras ·
Hongarije ·
Ierland ·
IJsland · 
Iran ·
Israël ·
Italië ·
Ivoorkust ·
Jamaica ·
Japan ·
Joegoslavië ·
Kameroen ·
Kazachstan ·
Koeweit ·
Kosovo ·
Kroatië ·
Liechtenstein ·
Litouwen ·
Luxemburg ·
Maleisië ·
Malta ·
Marokko ·
Mexico ·
Moldavië ·
Montenegro ·
Nederland ·
Nieuw-Zeeland ·
Nigeria ·
Noord-Ierland ·
Noord-Macedonië ·
Noorwegen ·
Oekraïne ·
Oostenrijk ·
Panama · 
Paraguay ·
Peru · 
Polen ·
Portugal ·
Roemenië ·
Rusland ·
San Marino · 
Saoedi-Arabië ·
Schotland ·
Senegal ·
Servië ·
Servië en Montenegro · 
Slovenië ·
Slowakije ·
Sovjet-Unie ·
Spanje ·
Trinidad en Tobago ·
Tsjechië ·
Tsjecho-Slowakije ·
Tunesië ·
Turkije ·
Uruguay ·
Verenigde Staten ·
Wales ·
Wit-Rusland ·
Zuid-Afrika ·
Zuid-Korea ·
Zweden ·
Zwitserland
Algerije (2010) · 
Argentinië (1986) · 
Argentinië (1998) · 
Argentinië (2002) · 
België (1990) · 
België (2018, 1) · 
België (2018, 2) · 
Brazilië (2002) · 
Colombia (1998) ·
Colombia (2018) ·
Costa Rica (2014) ·
Denemarken (2002) ·
Denemarken (2021) · 
Duitsland (2000) ·
Duitsland (2010) ·
Duitsland (2021) ·
Ecuador (2006) ·
Egypte (1990) ·
Frankrijk (1982) ·
Frankrijk (2012) ·
Frankrijk (2022) ·
Ierland (1990) · 
IJsland (2016) ·
Italië (1990) · 
Italië (2012) · 
Italië (2014) · 
Italië (2021) · 
Kameroen (1990) · 
Koeweit (1982) · 
Kroatië (2018) ·
Kroatië (2021) · 
Marokko (1986) · 
Nederland (1990) · 
Nigeria (2002) · 
Oekraïne (2012) · 
Oekraïne (2021) ·
Panama (2018) · 
Paraguay (1986) · 
Paraguay (2006) · 
Polen (1986) · 
Portugal (1986) · 
Portugal (2000) · 
Portugal (2006) · 
Roemenië (1998) ·
Roemenië (2000) ·
Rusland (2016) ·
Schotland (2021) ·
Senegal (2022) ·
Slovenië (2010) ·
Slowakije (2016) ·
Spanje (1982) ·
Spanje (2024) ·
Trinidad en Tobago (2006) ·
Tsjechië (2021) ·
Tsjecho-Slowakije (1982) ·
Tunesië (1998) ·
Tunesië (2018) ·
Uruguay (2014) ·
Verenigde Staten (2010) ·
Wales (2016) · 
West-Duitsland (1966) ·
West-Duitsland (1982) ·
West-Duitsland (1990) ·
Zweden (2002) ·
Zweden (2006) · 
Zweden (2012)